# ABN AMRO World Tennis Tournament 2021
ABN AMRO World Tennis Tournament 2021 — тенісний турнір, що проходив на кортах з твердим покриттям у місті Роттердам (Нідерланди) з 1 по 7 березня. Належав до категорії ATP 500, був турніром серії Rotterdam Open 2021 року.

## Фінальна частина

### Одиночний розряд
Андрій Рубльов —  Мартон Фучович 7–6(7–4), 6–4

### Парний розряд
Нікола Мектич /  Мате Павич —  Кевін Кравіц /  Горія Текеу 7–6(9–7), 6–2